# Stockbridge (Míchigan)
Stockbridge es una villa ubicada en el condado de Ingham en el estado estadounidense de Míchigan. En el Censo de 2010 tenía una población de 1218 habitantes y una densidad poblacional de 308,58 personas por km².

## Geografía
Stockbridge se encuentra ubicada en las coordenadas 42°26′51″N 84°10′32″O / 42.44750, -84.17556. Según la Oficina del Censo de los Estados Unidos, Stockbridge tiene una superficie total de 3.95 km², de la cual 3.91 km² corresponden a tierra firme y (1.05%) 0.04 km² es agua.

## Demografía
Según el censo de 2010, había 1218 personas residiendo en Stockbridge. La densidad de población era de 308,58 hab./km². De los 1218 habitantes, Stockbridge estaba compuesto por el 96.72% blancos, el 0.25% eran afroamericanos, el 0.9% eran amerindios, el 0.25% eran asiáticos, el 0% eran isleños del Pacífico, el 0.08% eran de otras razas y el 1.81% pertenecían a dos o más razas. Del total de la población el 3.12% eran hispanos o latinos de cualquier raza.